# Liste des clochers-murs de l'Hérault
Cet article recense les édifices religieux de l'Hérault, en France, munis d'un clocher-mur.

## Liste

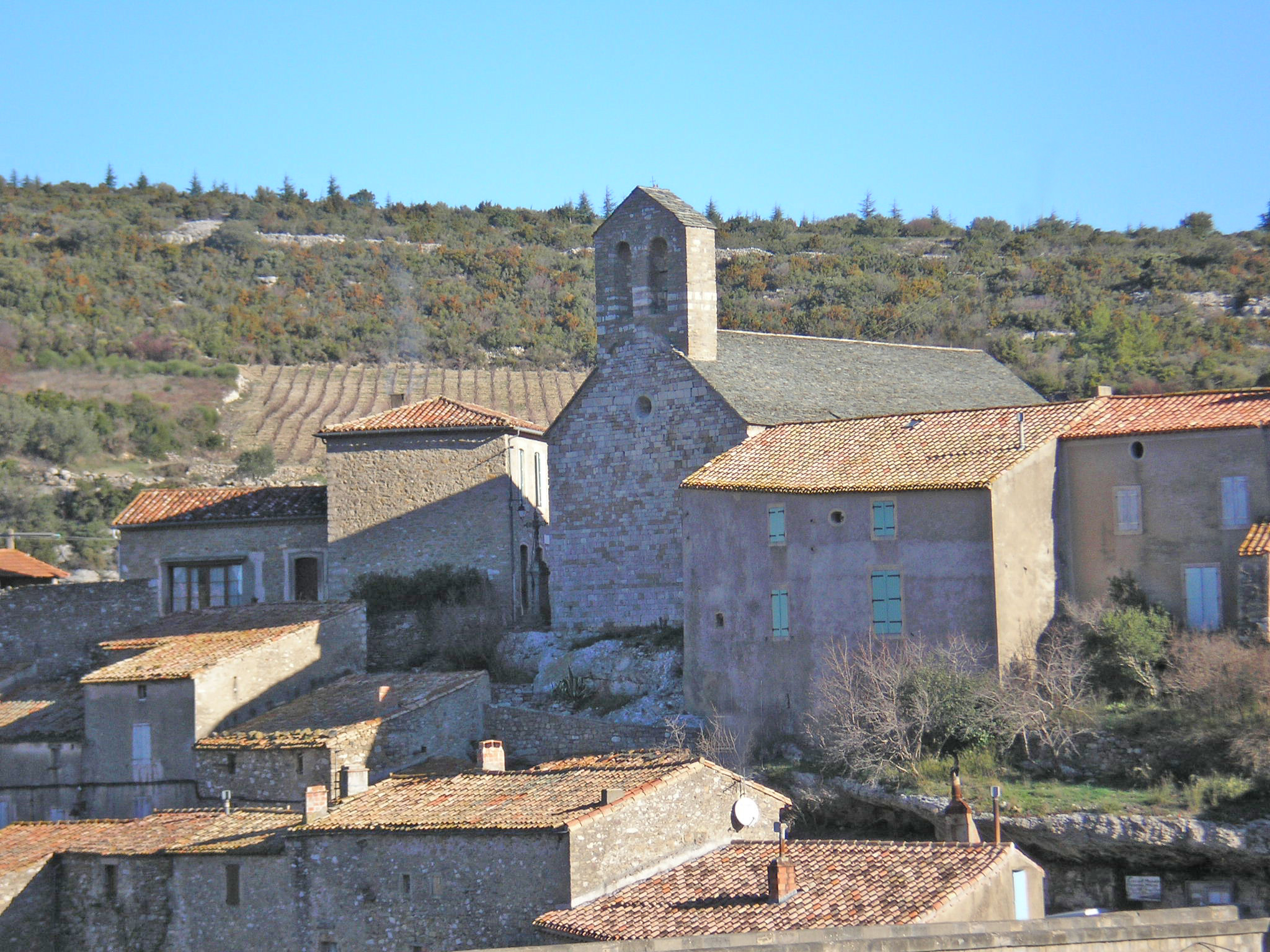
Minerve, église Saint-Étienne
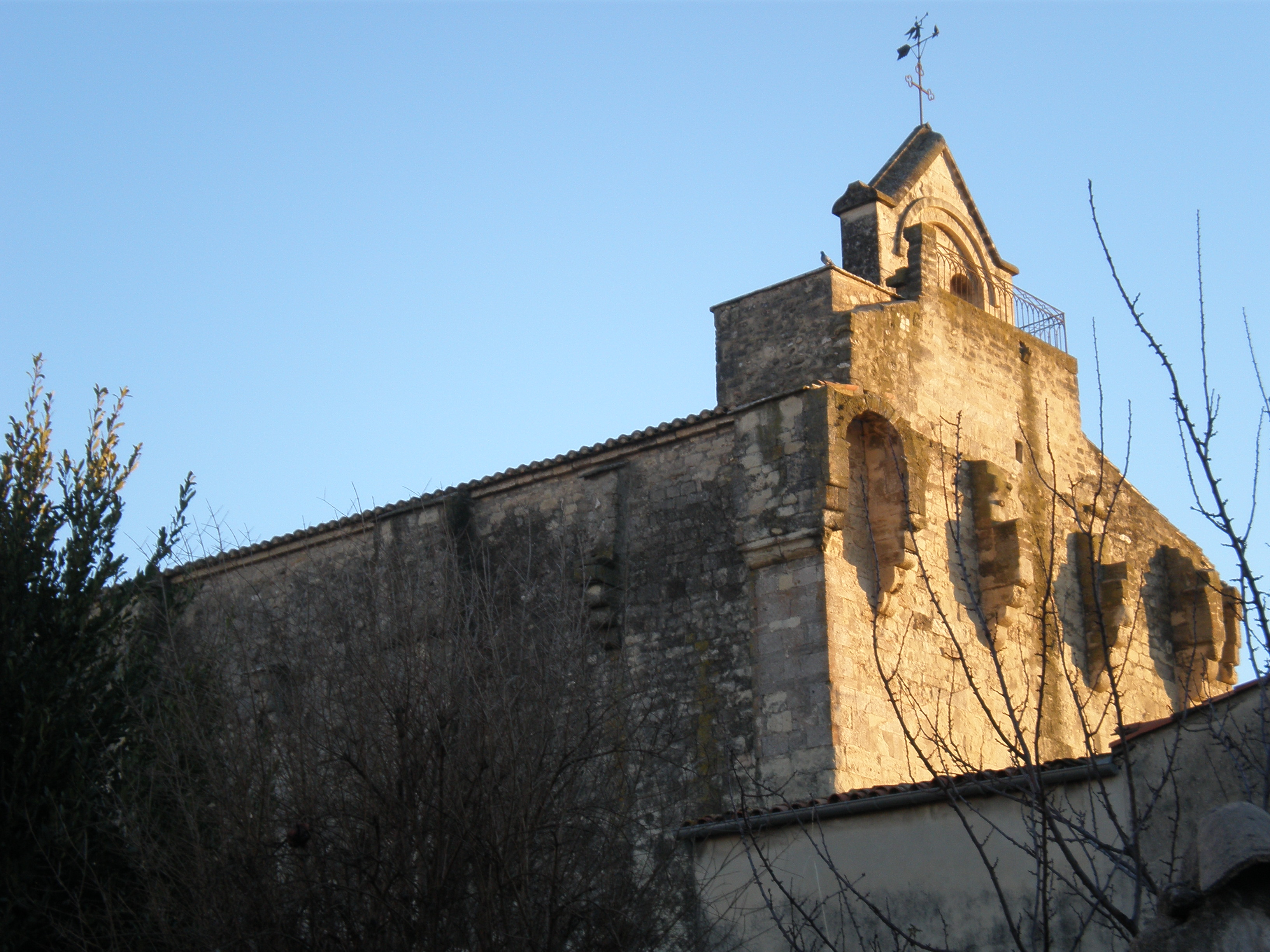
Montpellier, Sainte-Croix de Celleneuve
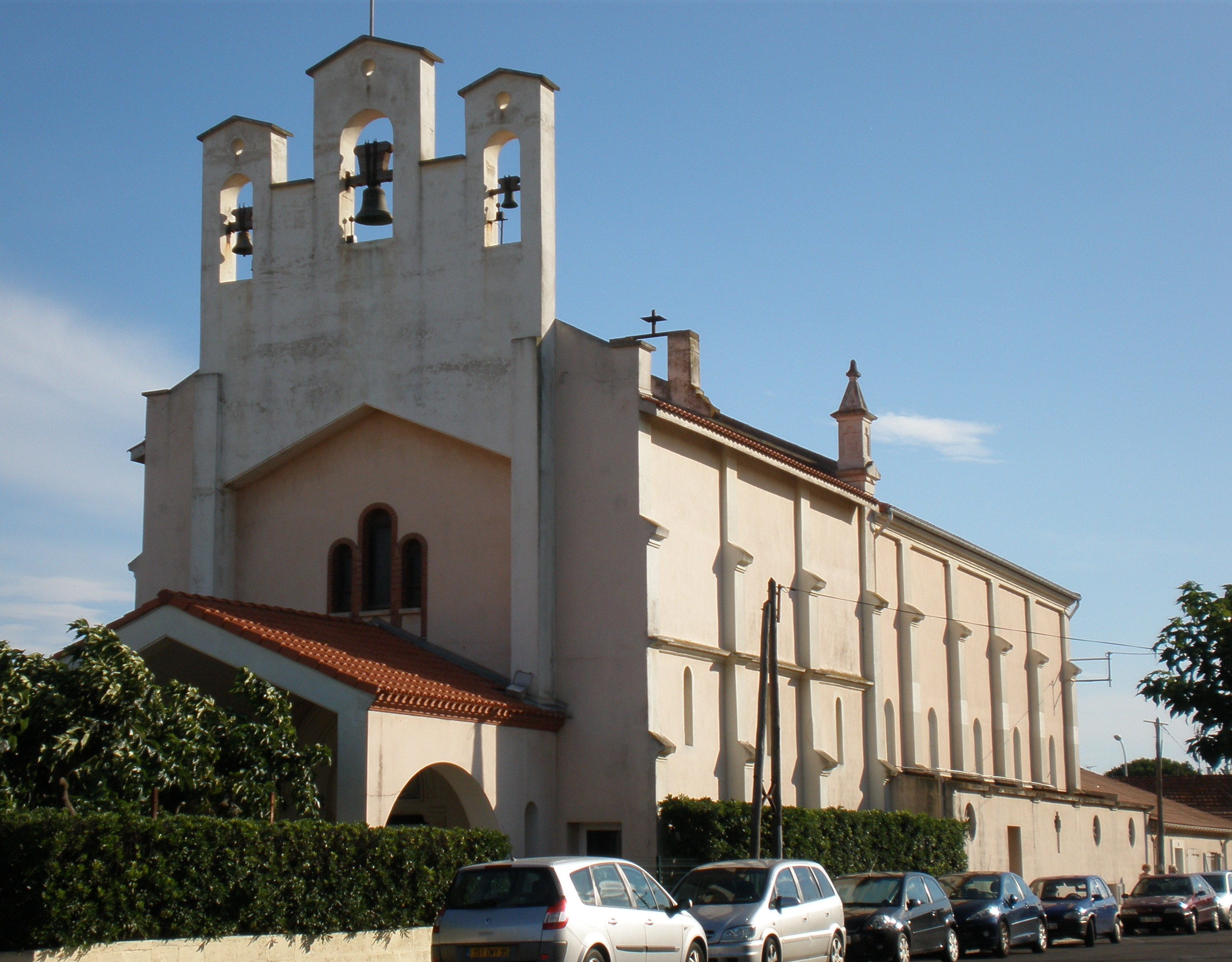
Valras-Plage

- Cazilhac
- Clapiers
- Le Bousquet-d'Orb (église Saint-Vincent)
- Mas-de-Londres
- Minerve (Hérault) (église Saint-Étienne)
- Montbazin (église Saint-Pierre)
- Montpellier (église Sainte-Croix de Celleneuve)
- Rouet (Église Saint-Étienne de Gabriac)
- Valflaunès
- Valras-Plage
- Villeveyrac (abbaye de Valmagne)